# Vivian Maiers okända bildskatt
Vivian Maiers okända bildskatt är en amerikansk dokumentärfilm från 2013 om fotografen Vivian Maier, skriven, regisserad och producerad av John Maloof och Charlie Siskel. Filmen hade världspremiär vid Toronto International Film Festival den 9 september 2013 och släpptes på DVD i november 2014. Den vann ett antal priser och var nominerad till en Oscar för bästa dokumentär vid Oscarsgalan 2015.

## Medverkande i urval
- John Maloof
- Phil Donahue
- Mary Ellen Mark
- Joel Meyerowitz
- Tim Roth